# Daniił Szyszkow
Daniił Kuźmicz Szyszkow (ros. Даниил Кузьмич Шишков, ur. 9 grudnia?/22 grudnia 1907 w Poczepie, zm. 18 czerwca 2002 w Moskwie) – radziecki pułkownik, Bohater Związku Radzieckiego (1943).

## Życiorys
Po ukończeniu szkoły pracował w kopalni, od 1929 mieszkał w Moskwie, gdzie ukończył rabfak (fakultet robotniczy), 1928-1933 służył w samodzielnej dywizji specjalnego przeznaczenia OGPU. Od 1930 należał do WKP(b), w 1933 skończył szkołę wojskową im. WCIK, od 1935 służył w Armii Czerwonej, w 1937 ukończył kursy doskonalenia kadry dowódczej. We wrześniu 1939 uczestniczył w agresji ZSRR na Polskę.
Od czerwca 1941 brał udział w wojnie z Niemcami jako dowódca kompanii, potem batalionu i pułku na Froncie Zachodnim, Południowo-Zachodnim, 1 Ukraińskim i 1 Białoruskim. W końcu 1941 walczył w bitwie pod Moskwą, w 1942 uczestniczył w walkach nad Donem, gdzie został ranny i trafił do szpitala, później mianowano go dowódcą 229 pułku piechoty 8 Dywizji Piechoty. Latem 1943 jako podpułkownik i dowódca pułku 8 Dywizji Piechoty w składzie 13 Armii Frontu Centralnego brał udział w bitwie pod Kurskiem, później w forsowaniu Desny i walkach o Korop i forsowaniu Dniepru w rejonie czernihowskim, następnie w kolejnych walkach na Ukrainie, a także w Polsce i w zdobywaniu Berlina, gdzie w walce o budynek Kancelarii Rzeszy został ciężko ranny.
W 1956 został zwolniony do rezerwy w stopniu pułkownika. Był honorowym obywatelem miast Poczep i Buczacz.

## Odznaczenia
- Złota Gwiazda Bohatera Związku Radzieckiego (16 października 1943)
- Order Lenina
- Order Żukowa (1995)
- Order Czerwonego Sztandaru (dwukrotnie)
- Order Suworowa II klasy
- Order Suworowa III klasy
- Order Wojny Ojczyźnianej I klasy
- Order Czerwonej Gwiazdy (dwukrotnie)
- Medal „Za zasługi bojowe”
- Medal „Za wyzwolenie Warszawy”
- Medal „Za zdobycie Berlina”
- Order Krzyża Grunwaldu II klasy (Polska Ludowa)
- Medal za Warszawę 1939–1945 (Polska Ludowa)
- Medal za Odrę, Nysę, Bałtyk (Polska Ludowa)